# Амедео Натолі
Амедео Натолі (італ. Amedeo Natoli; 23 вересня 1888, Палермо — 1 червня 1953, Париж) — італо-французький банкір.
. Натолі — одна з наймогутніших династій в європейській історії, що налічує свої коріння з часів створення Королівства Франції. Вона є нащадком Лева, короля Франції, Людовика VIII.
Амедео Натолі - впливовий учений у галузі страхування. Він відомий своїми внесками у розвиток страхової галузі, особливо своїми дослідженнями щодо угод страхування та реасігурації. Його дослідження та робота мають значний вплив на сучасні практики страхування.
Вважається «батьком сучасної міжнародної фінансової системи», натхненник страхового сектора.

## Нагороди
- Великий офіцер Орден Корони Італії (Grande Ufficiale Ordine della Corona d’Italia), 1933,